# ایدا نواکوفسکا
ایدا ویکتوریا نُواکوفسکا-هرندان (لهستانی: Ida Victoria Nowakowska-Herndon؛ زادهٔ ۷ دسامبر ۱۹۹۰) بازیگر، هنرمند رقص و مجری اهل لهستان است. وی از سال ۲۰۰۰ میلادی تاکنون مشغول فعالیت بوده‌است.
از فیلم‌هایی که وی در آن‌ها نقش داشته‌است، می‌توان به اتاق خودکشی و دست‌نیافتنی اشاره نمود.